# Geel monnikskruid
Geel monnikskruid	(Nonea lutea) is een eenjarige plant, die behoort tot de ruwbladigenfamilie. De soort komt van nature voor in Rusland, de Kaukasus en West-Azië. Het aantal chromosomen is 2n = 14.
De plant wordt 15-40 cm hoog en is grijsgroen doordat de plant van viltige, klier- en borstelharen voorzien is. De bladeren zijn zittend, lancetvormig en gaafrandig.
Geel monnikskruid bloeit vanaf maart tot in mei met gele bloemen. De deels paarsrood overlopen kelk is tot het midden gedeeld, 6-8 mm lang en groeit na de bloei tot meer dan de dubbele lengte uit. De kelken staan naar een zijde. De kroon is 10-15 mm, geel en heeft kleine keelschubben, de toppen van de kroonslippen zijn veel lichter van kleur. De kroonbladeren staan schuin rechtop en worden door de kelk iets ingeklemd.
De vrucht is een fijn harige, geribbelde, tot 3,5-6 mm lange, ellipsvormige kluisvrucht met aan de basis een verdikte rand als kraag.

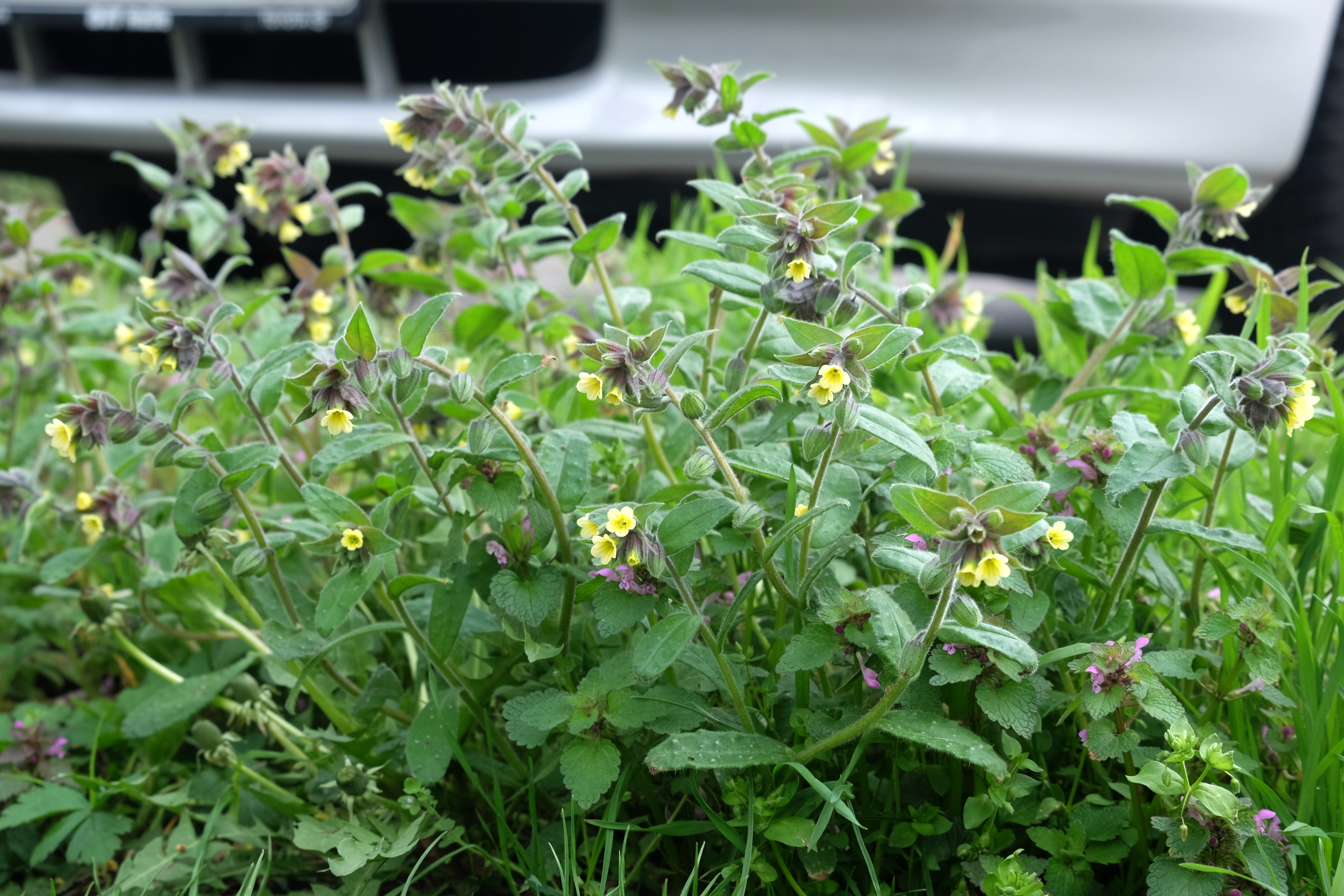
Planten
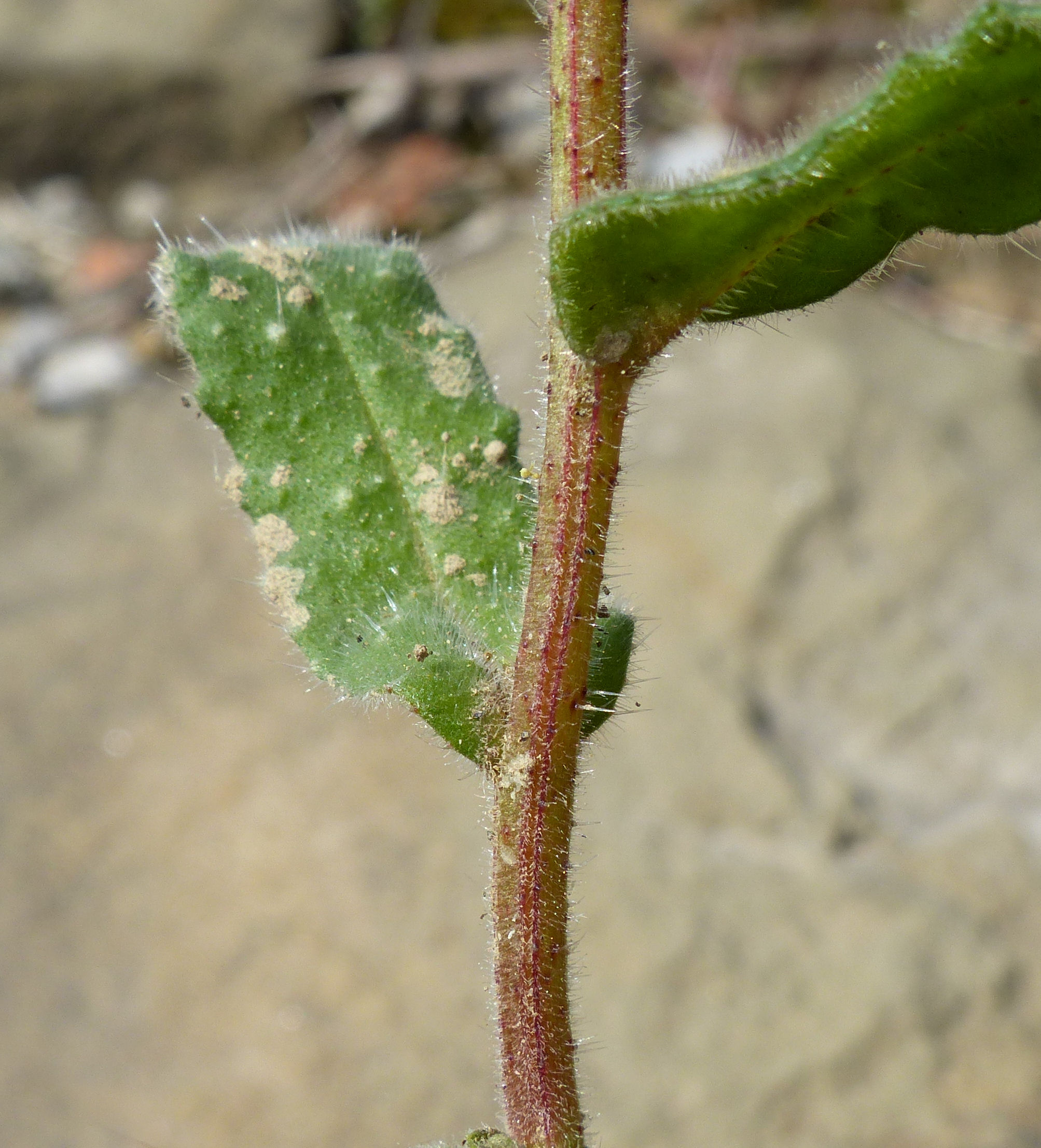
Stengel
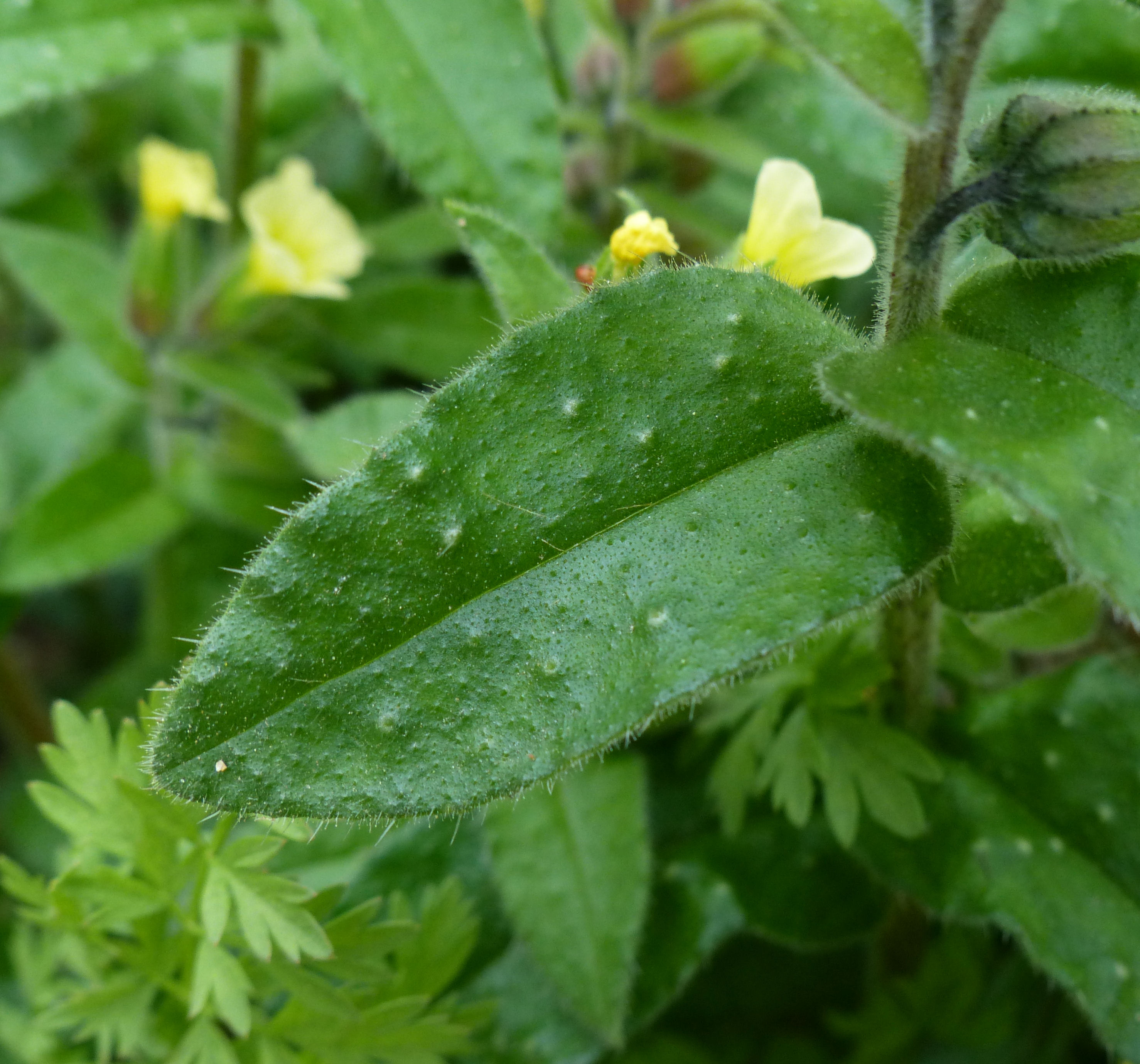
Voorkant blad
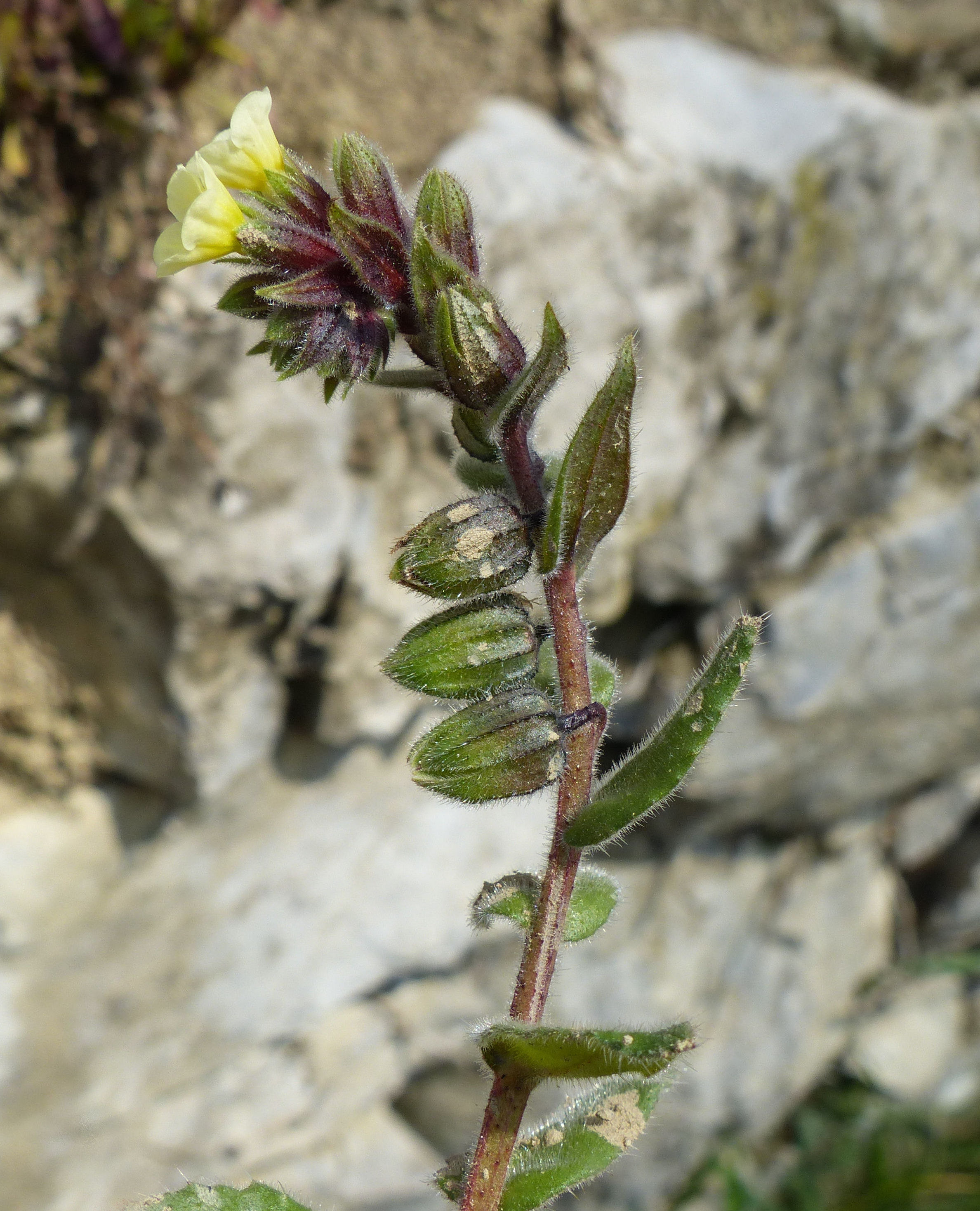
Bloeiwijze
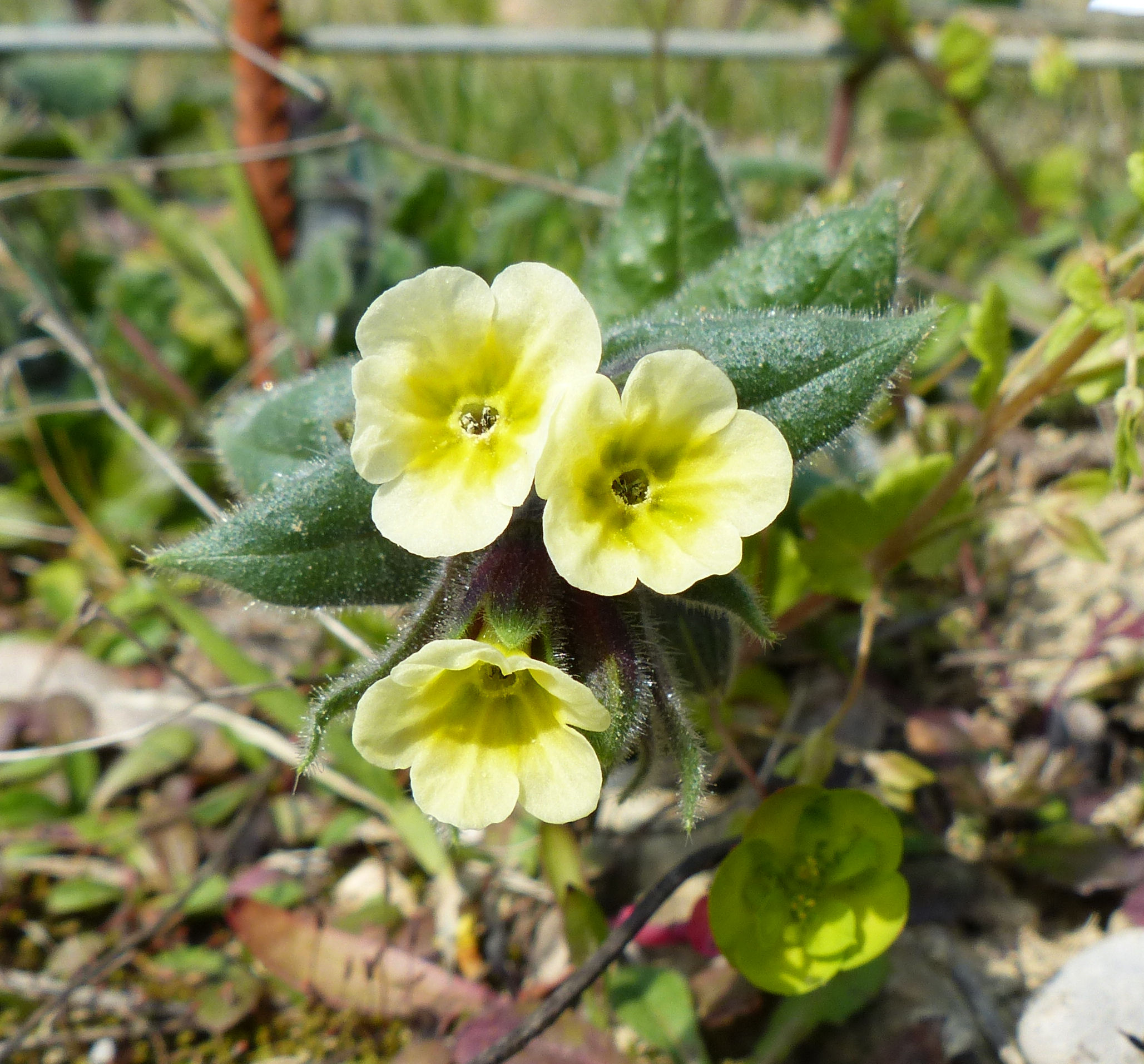
Bloemen
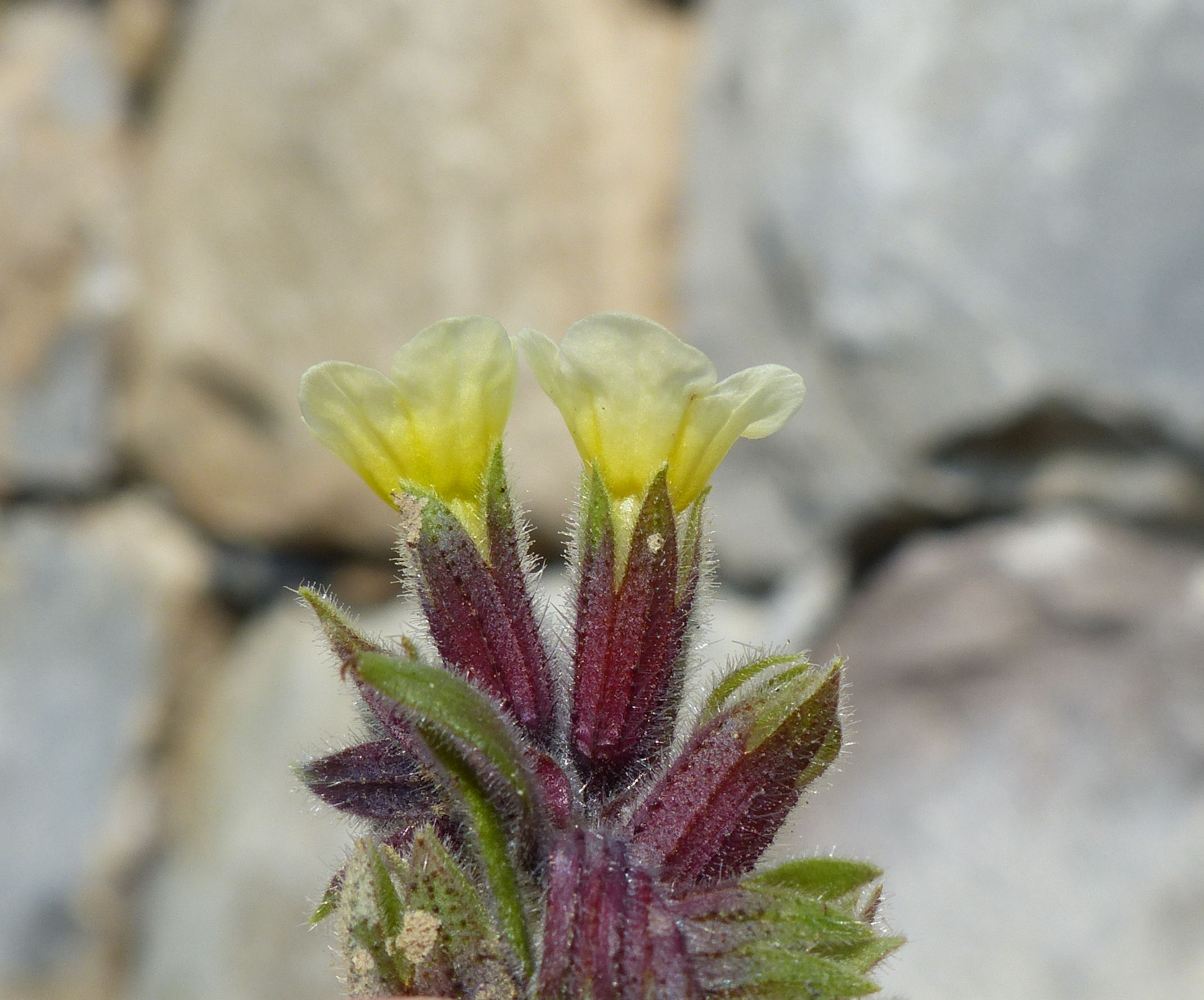
Kelken
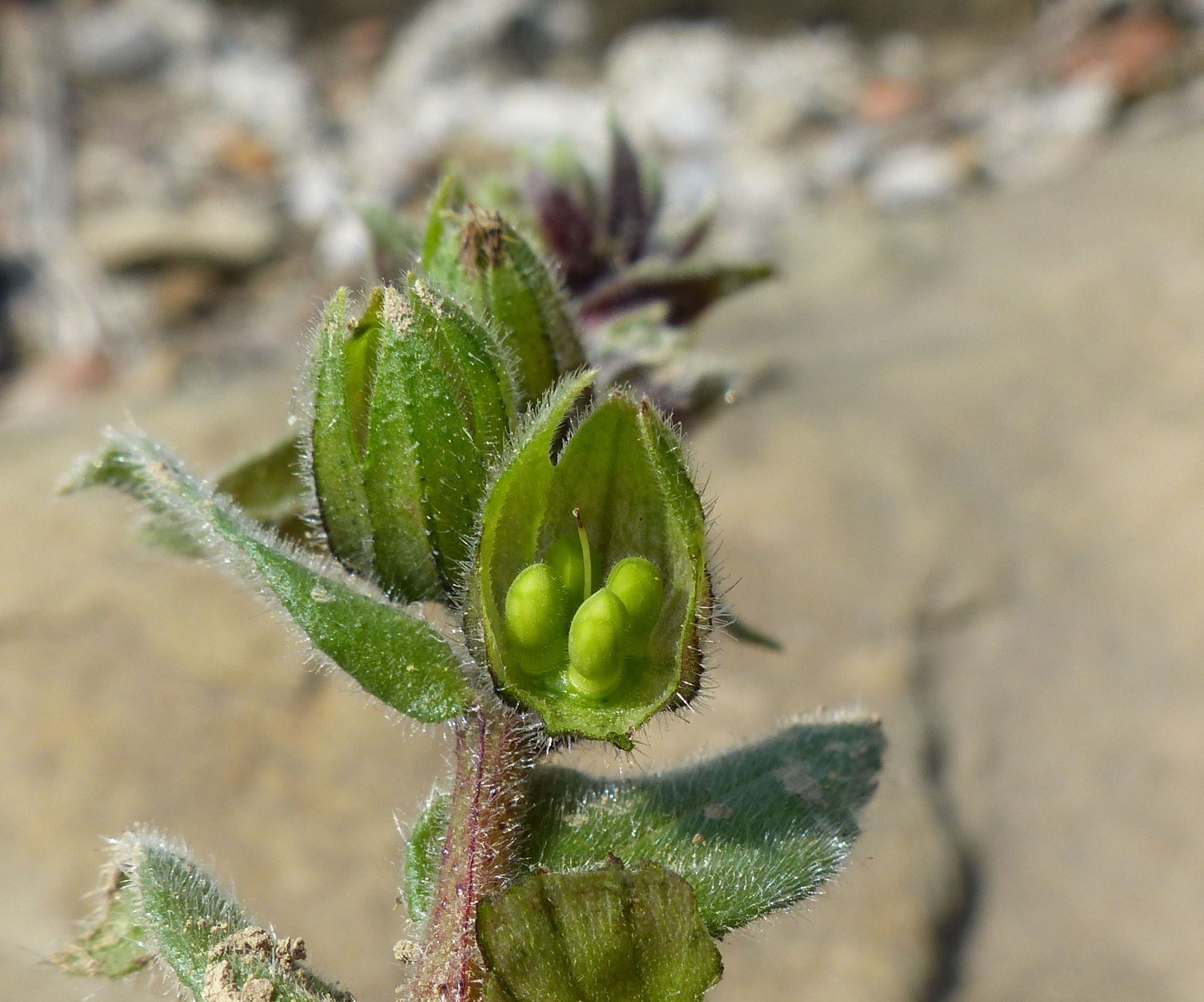
Vruchten binnen in de uitgegroeide kelk
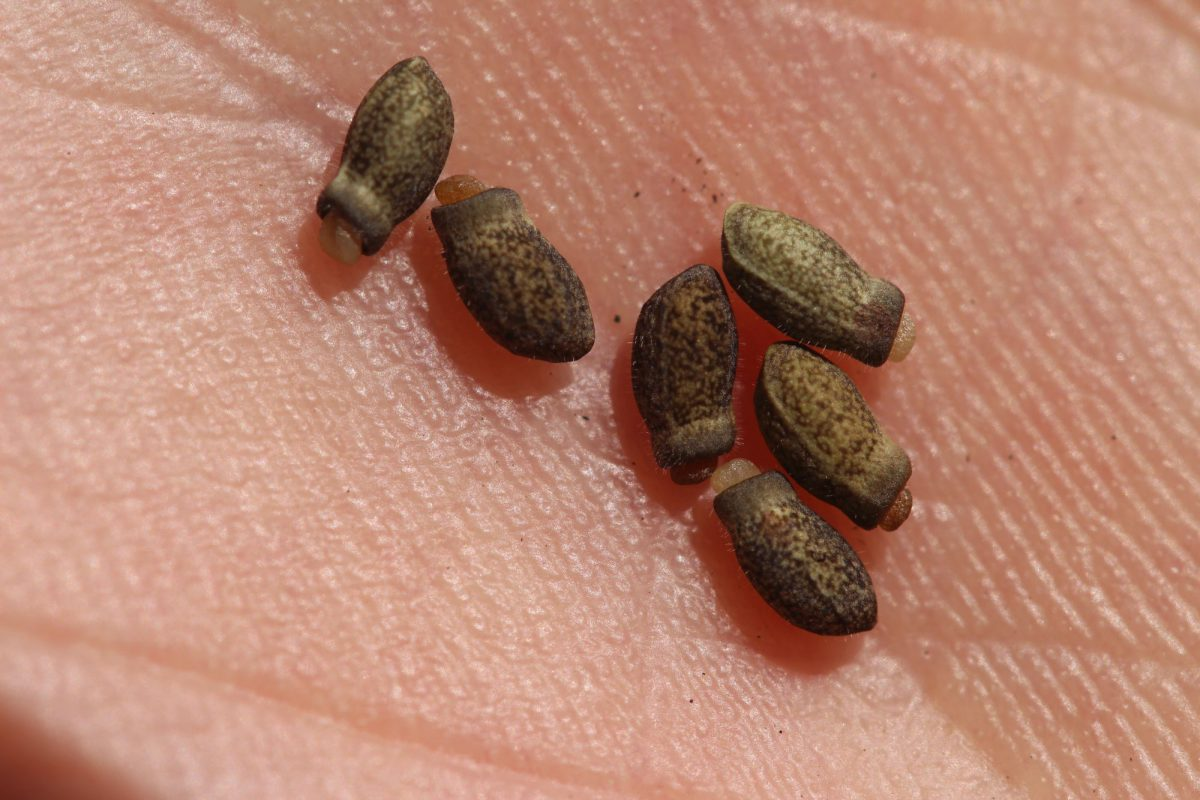
Rijpe vruchten

Geel monnikskruid staat op zonnige, vochtige, maar goed gedraineerde, voedselrijke, zure tot basische bodems en op grindige plaatsen. Ze groeit in (graan)akkers, in groeven, op grindhellingen en op allerlei ruderale plaatsen. Ze is in diverse Europese landen als adventief opgedoken, is plaatselijk aan het inburgeren en kan zich daarbij invasief gedragen. Ze lijkt wat op Amsinckia maar bij geel monnikskruid is o.a. de bloeiwijze tot aan de top van steunblaadjes voorzien.